# Gigi Meroni
Luigi "Gigi" Meroni (24. februar 1943 - 15. oktober 1967) var en italiensk fodboldspiller (kantspiller).
Meroni spillede hele sin korte karriere i hjemlandet, hvor han repræsenterede Como, Genoa og Torino.
For det italienske landshold nåede Leoni at spille seks kampe. Han var med i truppen til VM 1966 i England og spillede én af italienernes kampe i turneringen.
Meroni blev i en alder af 24 år dræbt i en trafikulykke i Torino i 1967, umiddelbart efter at have spillet en hjemmekamp for Torino FC.